# 山科出入口

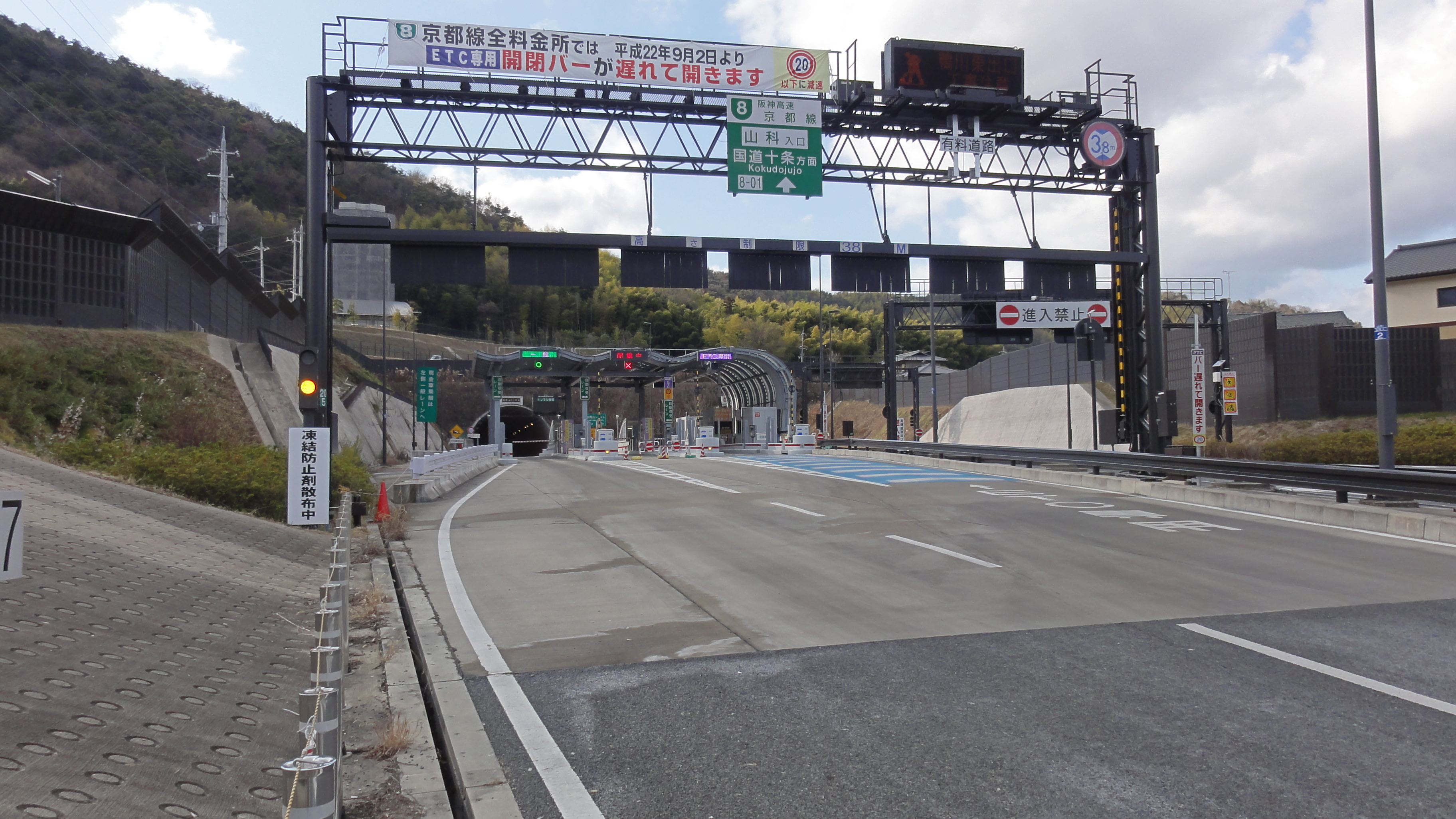
阪神高速8号京都線当時

山科出入口（やましなでいりぐち）は、京都府京都市山科区西野山桜ノ馬場町にある稲荷山トンネルのインターチェンジ。
山科インターチェンジ（山科IC）と表記している文献もあるが、正式には山科出入口のままで変更されていない。

## 道路
- 京都市道高速道路1号線（新十条通）
  - かつては阪神高速8号京都線のインターチェンジであったが、2019年4月1日に稲荷山トンネルおよびその前後が無料化されたため、同区間は京都市道としての一般道路（自動車専用道路の指定は継続）に変更されたが、この当時は鴨川東IC-鴨川西ICの本線料金所が未設置のため料金所は残されていた。その後、料金所は2020年9月に廃止され、その直後に解体されている。

## 接続する道路
- 京都府道118号勧修寺今熊野線（新十条通）
- 京都市道185号勧修寺日ノ岡線（新大石道）

## 周辺
- 大石神社
- 清水焼団地 北へ800 m
- 山科区役所 東へ1.5 km
- 京都市営地下鉄東西線椥辻駅 東へ1.7 km

## 隣
(8-01)山科出入口 - (8-02)鴨川東IC（同ICまで京都市道として無料区間）